# Екс ан Прованс
Екс ан Прованс (фр. Aix-en-Provence, изговор ) град је у јужној Француској, око 30 километара од Марсеља. Налази се у регији Прованса и департману Ушће Роне. По подацима из 2006. године број становника у месту је био 142.534.

## Историја
У том подручју су у 4. веку п. н. е. живела келтско-лигурска племена. Екс се најпре звао Аква Секстија(лат. Aquae Sextiae) је основао 122. п. н. е. римски конзул Секстиније Калвин, на месту где су се налазили топли извори и конзул је дао име изворима. Ту се 102. п. н. е., одиграла битка код Акве Секстије, у којој су Римљани под заповедништвом Гаја Марија победили Кимбре и Теутонце. Ухваћене германске жене су при томе извршиле масовно самоубиство, што је ушло у легенду као пример германског херојства.
У 4. веку Екс ан Прованс је постао метропола Нарбоније Секунде. Визиготи су га заузели 477. У следећем веку наизменично су га пљачкали Франци и Ломбарди, а Сарацени су га заузели 731. За време средњег века био је главни град Провансе, али тек у и после 12. века достиже зенит, када под кућама Арагон и Анжу постаје уметнички и интелектуални центар. 
Посебно је био значајан у доба доброг краља Ренеа I од Напуља. Град је 1409. постао универзитетски центар у доба краља Ренеа. Заједно са преосталим делом Провансе постао је део Француске 1487. Краљ Луј XII je 1501. основао скупштину Провансе, која је постојала до 1789. 
У Екс ан Провансу је рођен Пол Сезан (1839 — 1906), а живео је и Емил Зола.

## Географија

### Клима
Налази се на југу Француске, па има топлу климу. Просечна јануарска температура је 5 C, а просечна јулска је 22 C. Има 300 сунчаних дана и 91 дан са кишом. Само деломично је заштићен од дејства мистрала.
| Клима (Екс ан Прованс)      | Клима (Екс ан Прованс) | Клима (Екс ан Прованс) | Клима (Екс ан Прованс) | Клима (Екс ан Прованс) | Клима (Екс ан Прованс) | Клима (Екс ан Прованс) | Клима (Екс ан Прованс) | Клима (Екс ан Прованс) | Клима (Екс ан Прованс) | Клима (Екс ан Прованс) | Клима (Екс ан Прованс) | Клима (Екс ан Прованс) | Клима (Екс ан Прованс) |
| Показатељ \ Месец           | .Јан.                  | .Феб.                  | .Мар.                  | .Апр.                  | .Мај.                  | .Јун.                  | .Јул.                  | .Авг.                  | .Сеп.                  | .Окт.                  | .Нов.                  | .Дец.                  | .Год.                  |
| --------------------------- | ---------------------- | ---------------------- | ---------------------- | ---------------------- | ---------------------- | ---------------------- | ---------------------- | ---------------------- | ---------------------- | ---------------------- | ---------------------- | ---------------------- | ---------------------- |
| Апсолутни максимум, °C (°F) | 17,5 (63,5)            | 23,6 (74,5)            | 24,6 (76,3)            | 26,9 (80,4)            | 30,8 (87,4)            | 34,8 (94,6)            | 40,5 (104,9)           | 38,8 (101,8)           | 33,2 (91,8)            | 30,0 (86)              | 23,0 (73,4)            | 19,6 (67,3)            | 40,5 (104,9)           |
| Средњи максимум, °C (°F)    | 11,5 (52,7)            | 11,6 (52,9)            | 15,2 (59,4)            | 18,1 (64,6)            | 22,4 (72,3)            | 26,0 (78,8)            | 30,7 (87,3)            | 29,6 (85,3)            | 26,1 (79)              | 20,8 (69,4)            | 13,5 (56,3)            | 11,9 (53,4)            | 19,8 (67,6)            |
| Просек, °C (°F)             | 5,6 (42,1)             | 6,0 (42,8)             | 9,0 (48,2)             | —                      | 15,8 (60,4)            | 19,3 (66,7)            | 23,2 (73,8)            | 22,4 (72,3)            | 19,1 (66,4)            | 14,9 (58,8)            | 8,2 (46,8)             | 6,9 (44,4)             | 13,3 (55,9)            |
| Средњи минимум, °C (°F)     | −0,4 (31,3)            | 0,3 (32,5)             | 2,7 (36,9)             | 5,3 (41,5)             | 9,2 (48,6)             | 12,6 (54,7)            | 15,7 (60,3)            | 15,1 (59,2)            | 12,1 (53,8)            | 9,0 (48,2)             | 2,9 (37,2)             | 1,9 (35,4)             | 7,2 (45)               |
| Апсолутни минимум, °C (°F)  | −15,7 (3,7)            | −12,2 (10)             | −8,0 (17,6)            | −4,7 (23,5)            | −0,7 (30,7)            | 4,2 (39,6)             | 5,4 (41,7)             | 6,1 (43)               | 3,1 (37,6)             | −5,0 (23)              | −9,0 (15,8)            | −9,0 (15,8)            | −15,7 (3,7)            |
| Количина падавина, mm (in)  | 54 (21,3)              | 44 (17,3)              | 40 (15,7)              | 58 (22,8)              | 41 (16,1)              | 25 (9,8)               | 13 (5,1)               | 31 (12,2)              | 61 (24)                | 85 (33,5)              | 51 (20,1)              | 52 (20,5)              | 555 (218,5)            |
| [ тражи се извор ]          |                        |                        |                        |                        |                        |                        |                        |                        |                        |                        |                        |                        |                        |

## Демографија
| 1962.  | 1968.  | 1975.   | 1982.   | 1990.   | 1999.   | 2006.   | 2011.   |
| ------ | ------ | ------- | ------- | ------- | ------- | ------- | ------- |
| 67.943 | 89.566 | 110.659 | 121.327 | 123.842 | 134.222 | 142.534 | 140.684 |

## Главне знаменитости
- Широки булевар Мирабо (фр. Cours Mirabeau) са двоструким дрворедом дели град на два дела. Следи линију старих градских зидина.
- Катедрала Светог спасиоца (фр. Saint-Sauveur Cathedral) је углавном из 11, 12 и 13. века, а грађена је на бившем римском храму. Портал катедрале је готичког стила са помно изрезбареним вратима, а са стране се налази недовршени торањ. У унутрашњости се налазе таписерије из 16. века, други уметнички радови и када за крштења из 4. века.
- Надбискупска палата и романички клостар налазе се уз катедралу са јужне стране.
- Градска већница је грађевина класичног стила из средине 17. века. Има лепе дрворезе и велику библиотеку са многим вредним рукописима. Са стране се налази торањ са сатом, изграђен 1505.
- Екс ан Прованс има термалне бање, по којима је познат још од антике. Садашње бањско лечилиште изграђено је 1705. на месту античких бања.
- За Екс ан Прованс се често говори да представља град хиљада фонтана. Међу познатијима су „Фонтана четири делфина“, изграђена 1667. фонтана „Добри краљ“ из 19. века и велика фонтана Ротонда изграђена 1860.

## Партнерски градови
- Бат
- Батон Руж
- Картагина
- Коимбра
- Корал Гејблс
- Филаделфија
- Гранада
- Telemcan
- Перуђа
- Тибинген
- Ашкелон

## Галерија
- Тераса и брасерија des Deux Garçons на булевару Мирабо, где су чести гости били Емил Зола и Пол Сезане
- Булевар Мирабо
- Градска већница
- Крај градске већнице
- Фонтана